# Zeitalter
Ein Zeitalter ist ein längerer Abschnitt der Geschichte oder Erdgeschichte, der sich durch verbindende Merkmale auszeichnet. Oft wird der Ausdruck synonym zu Epoche oder Ära gebraucht. Der Begriff Zeitalter hat in verschiedenen Wissenschaftsdisziplinen und Themenbereichen (u. a. Geschichtswissenschaft, Zeitrechnung und Geologie) oft jeweils eine andere oder zumindest spezifischere Bedeutung. Die Definition der zeitlichen Erstreckung und Abfolge von Zeitaltern beziehungsweise historischen Epochen ist Gegenstand der Periodisierung.

## Geschichtswissenschaft
Die Periodisierung der Menschheitsgeschichte in Antike bzw. Altertum, Mittelalter und Neuzeit geht auf das 16. Jahrhundert zurück und wurde durch den Hallenser Gelehrten Christoph Cellarius (1638–1707) popularisiert. Davor war sie nach den vier Weltreichen aus dem Buch Daniel eingeteilt worden: Babylonisches Reich, Mederreich/Perserreich, Alexanderreich und Römisches Reich.
Der bedeutendste Historiker des Historismus, Leopold von Ranke (1795–1886), erhob 1854 die Epochen zu geistigen Wesenseinheiten, die um ihrer selbst willen es wert seien, erkannt zu werden:

„Jede Epoche ist unmittelbar zu Gott, und ihr Wert beruht gar nicht auf dem, was aus ihr hervorgeht, sondern in ihrer Existenz selbst, in ihrem Eigenen selbst.“

In praxi sahen die Historisten aber große Unterschiede im Wert der einzelnen Epochen: So behauptete Ranke etwa, das Altertum von Indien und China sei „fabelhaft“, doch ihr gegenwärtiger Zustand gehöre „mehr zur Naturgeschichte“.
Dass die Epochen nicht objektiv und außerhalb des menschlichen Bewusstseins existieren, erkannte bereits der Berliner Historiker Johann Gustav Droysen (1808–1884), der 1868 in seiner Historik bemerkte, sie seien nur „Betrachtungsformen […], die der denkende Geist dem empirisch Vorhandenen gibt, um sie so desto gewisser zu fassen.“
Im Historischen Materialismus wurden die drei Zeitalter der Geschichte als Sklavenhaltergesellschaft, Feudalismus und Kapitalismus bezeichnet, dem der Sozialismus und nach diesem der Kommunismus als klassenlose Gesellschaft folgen würden. Man nahm an, dass diese Zeitalter bzw. Gesellschaftsformationen mit nachgerade naturgesetzlicher Notwendigkeit aufeinander folgten. Diese Periodisierung der Weltgeschichte, die in den realsozialistischen Staaten des Ostblocks Staatsdoktrin war und auch in den westlichen Gesellschaften rezipiert wurde, verlor nach dem Zusammenbruch der Sowjetunion und der etwa gleichzeitigen Linguistischen Wende der 1990er Jahre stark an Attraktivität.
In den 1950er Jahren versuchte der polnisch-amerikanische Osteuropahistoriker Oskar Halecki (1891–1973) – letztlich erfolglos – eine alternative Epocheneinteilung zu etablieren: Er schlug ein mediterranes Zeitalter vor, das etwa 800 endete, ein europäisches, das bis 1800 währte, und ihm folgend ein atlantisches Zeitalter.
Aus geschichtstheoretischer Perspektive werden seit langem Vorbehalte gegen die Dreiteilung der Geschichte in Altertum, Mittelalter und Neuzeit vorgebracht. Sie genüge nicht, um die vielfältigen Kulturen und die historischen Teilentwicklungen zu erfassen. Vor allem der Eurozentrismus dieses Schemas wird kritisiert. Gleichwohl ist die Periodisierung, die Einteilung der Geschichte in Epochen, die ihrerseits nach unterschiedlichen Kriterien in diverse Unterepochen gegliedert werden, in der Geschichtswissenschaft, in der Kunst- und Literaturgeschichte weiterhin ein unentbehrliches Hilfsmittel. Die Ur- und Frühgeschichte nutzt ein eigenes Dreiperiodensystem mit Steinzeit, Bronzezeit und Eisenzeit.

## Weitere Definitionen
- In der Terminologie der Zeitrechnung werden Zeitalter Ära oder Äon genannt. Der Begriff Epoche steht nur für den Beginn eines Zeitalters, nicht für das Zeitalter selbst, vgl. Epoche (Chronologie).
- In der Geologie spricht man von geologischen Zeitaltern oder Erdzeitaltern.
- In der Astrologie wird das Durchlaufen eines Tierkreiszeichens im Zyklus der Präzession als Zeitalter bezeichnet. Ein voller Durchlauf durch alle Tierkreiszeichen („Zyklus der Präzession“) entspricht einem Platonischen Jahr. Das Fische- und das Wassermannzeitalter sind Abschnitte des Platonischen Jahres von jeweils einem Zwölftel.
- In der Mythologie versteht man unter Zeitaltern oder Welt(zeit)altern (vgl. althochdeutsch weralt „Menschenalter“, woraus neuhochdeutsch Welt entstand) Zeitabschnitte, die zusammen einen sogenannten Weltzyklus bilden. Diese Zyklen sollen durch Katastrophen voneinander getrennt worden sein, in denen die jeweiligen „Welten“ untergingen. Oft wird auch von „Sonnen“ statt von Zeitaltern gesprochen, da in jedem neuen Zeitalter auch eine „neue Sonne“ am Himmel erschienen sein soll.

## Mythische Zeitalter
Alle Epen, Religionen und Weltanschauungen gehen von mythischen Geschichtsbildern aus, wobei die Menschheitsgeschichte als Abfolge kosmologischer Zeitalter mit jeweils spezifischen Bedingungen erscheint. Diese Vorstellungen sind oft, aber nicht immer mit der Idee einer zyklischen Wiederholung des Ablaufs verbunden. Sie waren beziehungsweise sind in verschiedenen Varianten auf der Welt verbreitet. Auffällige Gemeinsamkeiten lassen einen Traditionszusammenhang erkennen und ermöglichen es, einen Urmythos zu erschließen. Dieser Urmythos beinhaltete mindestens vier Weltzeitalter, die durch Katastrophen voneinander getrennt sind. Ihnen waren die vier Planeten Saturn, Jupiter, Merkur und Mars sowie vier Metalle (ursprünglich wohl Gold, Silber, „Erz“ und Eisen) zugeordnet. Die eigene Gegenwart wurde ins letzte beziehungsweise ins schlechteste Zeitalter eingeordnet.
Aus diesem Urmythos wird von manchen Forschern aufgrund des jeweils katastrophalen Endes auf eine katastrophistische Vergangenheit in der menschlichen Geschichte geschlossen, die erst zu diesem Mythos führte. Allerdings sind diese Ansätze zurzeit eher Nebenströmungen in der Geschichtswissenschaft.

### Antike
Hesiod, einer der frühesten griechischen Schriftsteller, unterschied in seinem Gedicht Werke und Tage die folgenden Weltalter mit fünf Menschengeschlechtern:
- Goldenes Zeitalter
- Silbernes Zeitalter
- Ehernes oder Erzenes Zeitalter
- Heroisches Zeitalter
- Eisernes Zeitalter

Auch Philon von Alexandria beschreibt in Über die Ewigkeit der Welt die Anschauung der Stoa, nach der unsere Welt in periodischen Weltenbränden neu geformt würde. Ebenso berichten Anaximenes, Anaximander, Diogenes von Apollonia, Aristarchos von Samos, Ovid, Platon oder Heraklit von wiederkehrenden Weltzerstörungen und anschließend neu beginnenden Zeitaltern.

### Christentum
In seiner Enzyklopädie Origines weissagt Isidor von Sevilla (um 560–636), dass es sechs Weltalter geben werde. Jedes Zeitalter würde tausend Jahre dauern. Im siebten Weltalter, in dem wir uns befinden, würde die Welt zugrunde gehen. Das erste Zeitalter begann mit Adam, das zweite mit Noach, das dritte mit Abraham, das vierte mit Moses, das fünfte mit König David, das sechste mit der Geburt Jesu Christi. Die Lehre der Sechs Weltzeitalter entstand in Analogie zu den sechs Schöpfungstagen. Durch das Wirken des Kirchenvaters Augustinus wurde die Lehre der Sechs Weltzeitalter zur verbreitetsten Vorstellung des Mittelalters. In der Folge entwickelten sich im Christentum verschiedene Vorstellungen (siehe Artikel Dispensationalismus).

### Hinduismus
Nach Auffassung des Hinduismus folgen sich ewig wiederholend Zyklus auf Zyklus, wobei am Ende der großen Zyklen die Welt in einem Kataklysmus der Auflösung (Pralaya) untergeht.
Der kleinste Zyklus wird in vier Weltalter (Yugas) aufgeteilt:
- Satya-Yuga
- Treta-Yuga
- Dvapara-Yuga
- Kali-Yuga

Im ersten Weltalter, dem Krita Yuga (Satya Yuga), wird das in ihm Gestalt gewordene Lebensgesetz (Dharma) voll verwirklicht. Die Kraft des Heiligen Dharmas schwindet um je ein Viertel von Weltalter zu Weltalter. Im Treta-Yuga sind also nur noch 3/4, und im Dvapara-Yuga nur noch 1/2 des Dharma vorhanden. Im Kali-Yuga wird mit 1/4 der schwächste und somit schlechteste Zustand erreicht. Der Vollendung des jeweiligen Zeitalters entspricht seine Dauer, so dauert das Satya Yuga 4 × 432.000 Jahre, das Kali Yuga jedoch nur 1 × 432.000 Jahre.
Die vier Yuga bilden ein Großzeitalter, Maha-Yuga genannt, das insgesamt 4.320.000 Jahre der Menschen bzw. 12.000 Jahre in der Zeitrechnung der Götter dauert. 1.000 Maha-Yugas sind ein Brahma-Tag (Kalpa), der 4.320.000.000 Jahre währt. Auf einen Brahma-Tag folgt eine ebenso lange Brahma-Nacht. Das Leben eines Brahmas dauert 100 Brahma-Jahre. Anschließend kommt es zu einem Zustand vollkommener Eingeschmolzenheit für weitere 100 Brahma-Jahre. Ein kompletter Weltenzyklus dauert demnach 4.320.000.000 × 2 × 360 × 100 = 311.040 Milliarden Menschenjahre. Es folgen im Anschluss daran weitere Zyklen.

### Buddhismus
Das Konzept der drei Zeitalter stammt ursprünglich aus dem indischen Frühbuddhismus, fand aber erst im chinesischen und von da aus im ganzen ostasiatischen Buddhismus eine weitgehende Verbreitung und Anwendung. Es beschreibt den Niedergang der buddhistischen Lehre in drei Phasen und hatte wesentlichen Anteil an der Entwicklung späterer Lehrtraditionen.

### Konfuzianismus
In alten chinesischen Schriften werden die untergegangenen Zeitalter als „Kis“ bezeichnet und es werden zehn solcher Kis von Anbeginn der Welt bis zu Konfuzius gezählt. In der alten chinesischen Enzyklopädie Sing-li-ta-tsiuen-chou wird die Zeit zwischen zwei Katastrophen, die jedes Zeitalter beenden und ein neues beginnen lassen, als ein „Großes Jahr“ betrachtet.

### Indigene Amerikas
Auch in Amerika bei den Inkas, den Azteken und den Mayas sind Mythen über Weltalter und diese beendende Katastrophen gefunden worden. Alexander von Humboldt zitierte den spanischen Schriftsteller Gomara aus dem sechzehnten Jahrhundert: „Die Nationen von Culhua oder Mexiko glauben, entsprechend ihrer Hieroglyphenmalereien, dass vor der Sonne, die sie jetzt bescheint, bereits vier andere der Reihe nach ausgelöscht worden waren. Diese vier Sonnen entsprechen ebensovielen Zeitaltern, in denen das Menschengeschlecht durch Überschwemmungen, durch Erdbeben, durch eine allgemeine Feuersbrunst und durch die Wirkungen verheerender Stürme vernichtet wurde.“
Ein großer Teil der in Yucatan gefundenen steinernen Inschriften bezieht sich auf Weltkatastrophen. „Die ältesten dieser Fragmente (Katuns oder Kalendersteine Yucatans) beziehen sich im Allgemeinen auf große Katastrophen, die, sich in Abständen wiederholend, den amerikanischen Kontinent erschütterten, und von denen alle Nationen dieses Kontinents eine mehr oder weniger deutliche Erinnerung bewahrt haben.“

### Theosophie und Anthroposophie
Die Theosophie, eine von der russisch-amerikanischen Okkultistin Helena Petrovna Blavatsky (1831–1891) eklektisch vor allem aus Spiritismus und Hinduismus kompilierte esoterische Weltanschauung, nimmt sieben Wurzelrassen der Menschheit an, die in ein zyklisches Geschichtsbild von 311 Billionen Jahren eingebettet sind. Es sind dies die Mondvorväter, die Hyperboreer, die Lemurier, die Atlanter, die Arier und noch zwei weitere Wurzelrassen, die sich angeblich erst in der Zukunft herausbilden. Die Anthroposophie Rudolf Steiners, eine Fortentwicklung der Theosophie, nimmt ein ähnliches Schema von sieben „Epochen“, „Hauptzeiträumen“ oder „Zeitaltern“ der spirituellen Menschheitsentwicklung an.